# Rio Cupari
Rio Cupari är ett vattendrag i Brasilien.   Det ligger i delstaten Pará, i den centrala delen av landet, 1 600 km nordväst om huvudstaden Brasília.
I omgivningarna runt Rio Cupari växer i huvudsak städsegrön lövskog. Runt Rio Cupari är det mycket glesbefolkat, med 3 invånare per kvadratkilometer.